# Alma salvaje
Alma salvaje  (en idioma inglés: Wild) es una película estadounidense del género drama biográfico de 2014, dirigida por Jean-Marc Vallée y con guion de Nick Hornby, basada en la memoria Salvaje escrita por Cheryl Strayed. La película está protagonizada por Reese Witherspoon y se estrenó en el Festival de Cine de Telluride, el 29 de agosto de 2014. Fue lanzada el 5 de diciembre de 2014 en América del Norte.
Recibió críticas positivas de los críticos y fue un éxito de taquilla, recaudando 52,5 millones de dólares frente a su presupuesto de 15 millones de dólares. Witherspoon y Dern recibieron nominaciones en la 87ª edición de los Premios Oscar como Mejor Actriz y Mejor Actriz de Reparto respectivamente.

## Argumento
La primera escena muestra a una mujer joven caminando sola por una montaña cargando una enorme mochila a la espalda. Jadea de cansancio y dolor, así que para a sentarse al borde de un terraplén y se quita las botas y los calcetines para atenderse las horribles heridas que le han salido en los dedos de los pies. Sin querer tira cuesta abajo una de las botas que le estaban haciendo daño. Instantes después reacciona inesperadamente lanzando la otra bota y gritando histéricamente.
A continuación se va recopilando desde el comienzo del camino del Pacific Crest Trail que cruza los Estados Unidos desde la frontera con México hasta Canadá, en el cual la protagonista, Cheryl Strayed, tiene que recorrer más de mil kilómetros aguantando las inclemencias del tiempo y del terreno. Durante su viaje ella va interactuando con diferentes personas con las que se cruza; un hombre que pasa por un matrimonio un tanto complicado, una mujer que también decide hacer sola el camino, varios hombres que también se hacen el mismo reto y otros que insinúan tener malas intenciones con ella. Durante la transición de los encuentros y de los momentos en los que tiene que estar sola, se va revelando a través de flashbacks el motivo por el que decidió emprender ese viaje; era una joven casada que estaba estudiando en la universidad y que además era camarera con su madre, la cual había fallecido recientemente por un cáncer de pulmón. Para Cheryl su madre era un auténtico referente puesto que incluso habiendo estado casada y ser madre de dos hijos con un hombre alcohólico y maltratador, y haber tenido que sacrificar a su caballo moribundo al que tanto quería, ella era capaz de mostrar su lado más optimista. 
A causa de todo ese dolor acumulado, Cheryl pierde la moral y la dignidad propia y comienza a consumir heroína, además de dejar que cualquier desconocido se aproveche de ella sexualmente. Un día su marido la descubre, y al no saber ni ella misma por qué se estaba haciendo eso, deciden poner fin a su matrimonio. Cheryl continúa con esa terrible conducta hasta que descubre que está embarazada, y que al no saber quién es el padre y no poder mantener al bebé sola no tiene otra opción que abortar. Es entonces cuando decide emprender esa travesía como castigo a sí misma, y para curarse de todo lo que sufrió a lo largo de su vida.
Con el paso de los meses, Cheryl consigue cosas que nunca se habría imaginado, como llegar hasta donde otros excursionistas no pudieron, convivir de manera sana y respetuosa con otros hombres, y recuperar la fe y la esperanza. Finalmente llega al final del sendero, a la frontera entre Estados Unidos y Canadá, y ahí narra en una voz en off que finalmente consiguió superar la muerte de su madre y perdonarse por todo lo que hizo, para poder volver a casarse y tener un hijo al que llamaría Curver y una hija a la que le pondría el nombre de su madre, Bobbie. Pero dice que por mucho daño que se hiciera siente que de alguna manera esas cosas debían suceder para poder encontrarse a sí misma.

## Reparto
- Reese Witherspoon como Cheryl Strayed.[2]
- Laura Dern como Bobbi Lambrecht, madre de Cheryl.[3]
- Thomas Sadoski como Paul, exesposo de Cheryl.[3]
- Michiel Huisman como Jonathan.
- W. Earl Brown como Frank.
- Gaby Hoffmann como Aimee.
- Kevin Rankin como Greg
- Charles Baker como T.J.
- Brian Van Holt como Ranger.
- Jan Hoag como Annette.
- Nick Eversman como Ritchie.
- J.D. Evermore como Clint.
- Mo McRae[4] como Jimmy.
- Keene McRae como Leif, Hermano de Cheryl.[4]
- Cathryn de Prume como Stacy.

## Producción
El 8 de marzo de 2012, Reese Witherspoon reveló que adaptaría la novela de Cheryl Strayed: Salvaje, a través de su nueva compañía de producción, Pacific Standard. En julio de 2013, Fox Searchlight Pictures adquirió los derechos del proyecto, con Nick Hornby en el guion; por otro lado Witherspoon, Bruna Papandrea y Bill Pohlad en la producción. En agosto de 2013, Jean-Marc Vallée firmó para dirigir. El rodaje comenzó el 11 de octubre de 2013, con una toma que ocurre en un lugar de Oregón y California. Strayed estaba disponible para la producción durante su tiempo en Oregón. En las rigorosas grabaciones, Witherspoon dijo:
"Por el momento, esta es la película más difícil que he hecho en mi vida. Yo había caminado un par de millas, por supuesto, pero era un diferente tipo de rigor físico. Había corrido hasta una colina con una mochila de 45 libras, y decía 'Espera, que la mochila no se ve lo suficientemente pesada. Pon esa mochila de 65 libras y sube la colina nueve o diez veces". Literalmente, no paramos de grabar en esos lugares remotos, sino estaríamos descansados para el almuerzo, aunque acabábamos de comer bocadillos. No ir al baño. Era una locura, pero era tan maravilloso. Fue una inmersión completa, y nunca me he sentido más cerca de un trabajo. Literalmente detuvimos a otros hasta las montañas y llevamos equipos de otros".

Martín Pensa

## Banda sonora
El tema principal de Alma Salvaje fue compuesto por el peruano Daniel Alomía Robles para una zarzuela de 1913 llamada "El Cóndor Pasa" como final de dicha obra. Décadas más tarde, esta canción fue versionada por el grupo argentino Los Incas. Este grupo tomó contacto con Paul Simon (de Simon y Garfunkel) a raíz de haber coincidido con ellos en un programa de un concierto en el Theatre du l'East Parisienne, y un tiempo después, Simon le puso letra en inglés y el famoso dúo la grabó junto a los incas para el disco "Bridge Over Troubled Water" ("Puente Sobre Aguas Turbulentas"). Para este álbum se le cambió el título original por "If I Could".

## Estreno
Alma Salvaje se estrenó el 29 de agosto de 2014 el Festival de Cine de Telluride, y también fue presentada en el Festival de Cine de Toronto el 8 de septiembre y el Festival de Cine de San Diego el 24 de septiembre. Se lanzará en América del Norte el 5 de diciembre de 2014.

## Recepción crítica
El sitio web de crítica Rotten Tomatoes reportó un índice de aprobación del 82%, con una calificación promedio de 6,7/10 basado en 17 críticas. Metacritic, que utiliza una media ponderada, asigna una puntuación de 75 sobre 100 basado en 8 críticas, lo que indica "críticas generalmente favorables."
Stephen Farber de The Hollywood Reporter alabó a Witherspoon y el desempeño de Dern, así como Vallée, diciendo que "ha creado una película de aventuras que es también una poderosa historia de la angustia de la familia y la supervivencia" y Hornby para adaptar "el libro con delicadeza." Justin Chang, de Variety, dijo, "No es ninguna sorpresa que el versátil Vallée, quien recientemente dirigió dos actuaciones ganadoras de un Premio Óscar en Dallas Buyers Club, ha obtenido de Witherspoon un giro intensamente comprometido que, en su mezcla de genialidad, la vulnerabilidad, la valentía física y emocional inmediatez, representa fácilmente su mayoría afectando y un trabajo sustancial en los nueve años transcurridos desde Walk the Line. Tampoco es una sorpresa que Vallée, cuya aguda edición en Dallas Buyers Club era una de las virtudes más desconocidas de esa película, se ha aplicado de manera similar. Pete Hammond de Deadline.com se hizo eco de estas declaraciones, sintiendo que Witherspoon ofrece su mejor trabajo en una pantalla desde su vuelta ganadora de un Premio Óscar en Walk the Line, y esta representación tridimensional de una mujer en busca de sí misma, es seguro para poner su espalda en el grueso de la mejor carrera de la actriz".

## Premios y nominaciones
| Premio                                      | Categoría                 | Receptores        | Resultado | Ref(s) |
| ------------------------------------------- | ------------------------- | ----------------- | --------- | ------ |
| Premios Óscar                               | Mejor actriz              | Reese Whiterspoon | Nominada  | [ 12 ] |
| Premios Óscar                               | Mejor actriz de reparto   | Laura Dern        | Nominada  | [ 12 ] |
| Premios de la Crítica de Boston             | Mejor actriz de reparto   | Laura Dern        | Nominada  | [ 13 ] |
| Crítica de Washington                       | Mejor actriz              | Reese Whiterspoon | Nominada  | [ 14 ] |
| Crítica de Washington                       | Mejor actriz de reparto   | Laura Dern        | Nominada  | [ 14 ] |
| Crítica de Washington                       | Mejor guion adaptado      | Nick Hornby       | Nominado  | [ 14 ] |
| Premios de la Crítica Cinematográfica       | Mejor actriz              | Reese Whiterspoon | Nominada  | [ 15 ] |
| Premios de la Crítica Cinematográfica       | Mejor guion adaptado      | Nick Hornby       | Nominado  | [ 15 ] |
| Crítica de Detroit                          | Mejor actriz              | Reese Whiterspoon | Nominada  | [ 16 ] |
| Crítica de Detroit                          | Mejor actriz de reparto   | Laura Dern        | Nominada  | [ 16 ] |
| Crítica de St. Louis                        | Mejor actriz              | Reese Whiterspoon | Nominada  | [ 17 ] |
| Crítica de San Diego                        | Mejor guion adaptado      | Nick Hornby       | Nominado  | [ 18 ] |
| Crítica de Chicago                          | Mejor actriz              | Reese Whiterspoon | Nominada  | [ 19 ] |
| Crítica de Chicago                          | Mejor actriz de reparto   | Laura Dern        | Nominada  | [ 19 ] |
| Crítica de Chicago                          | Mejor guion adaptado      | Nick Hornby       | Nominado  | [ 19 ] |
| Círculo de Críticos de San Francisco        | Mejor actriz              | Reese Whiterspoon | Nominada  | [ 20 ] |
| Círculo de Críticos de San Francisco        | Mejor guion adaptado      | Nick Hornby       | Nominado  | [ 20 ] |
| Asociación de Críticos de Dallas-Fort Worth | Mejor actriz              | Reese Whiterspoon | Ganadora  | [ 21 ] |
| Asociación de Críticos de Dallas-Fort Worth | Top Ten 2014              | 9° Lugar          | Ganadora  | [ 21 ] |
| Premios de Indiana                          | Mejor actriz              | Reese Whiterspoon | Ganadora  | [ 22 ] |
| Crítica de Houston                          | Mejor actriz              | Reese Whiterspoon | Nominada  | [ 23 ] |
| Hollywood Film Awards                       | Mejor director revelación | Jean-Marc Vallée  | Ganador   | [ 24 ] |
| Premios del Sindicato de Actores            | Mejor actriz protagonista | Reese Whiterspoon | Nominada  | [ 25 ] |
| Sociedad de Críticos de Phoenix             | Mejor actriz protagonista | Reese Whiterspoon | Ganadora  | [ 26 ] |
| Sociedad de Críticos de Phoenix             | Mejor guion adaptado      | Nick Hornby       | Nominado  | [ 26 ] |
| Globos de Oro                               | Mejor actriz - Drama      | Reese Whiterspoon | Nominada  | [ 27 ] |
| Premios Satellite                           | Mejor actriz              | Reese Whiterspoon | Nominada  | [ 28 ] |
| Premios Satellite                           | Mejor actriz de reparto   | Laura Dern        | Nominada  | [ 28 ] |
| Premios Satellite                           | Mejor guion adaptado      | Nick Hornby       | Nominado  | [ 28 ] |
| Círculo de Críticos de Phoenix              | Mejor actriz              | Reese Whiterspoon | Nominada  | [ 29 ] |
| Círculo de Críticos de Florida              | Mejor actriz              | Reese Whiterspoon | Nominada  | [ 30 ] |